# NGC 3242
NGC 3242 (другие обозначения — PK 261+32.1, ESO 568-PN5), также известная как Призрак Юпитера — планетарная туманность в созвездии Гидра.
Уильям Гершель открыл эту планетарную туманность 7 февраля 1785 года и каталогизировал как H IV.27. Джон Гершель наблюдал её в 1830-е годы на Мысе Доброй Надежды в Южной Африке, пронумеровав её как h 3248, и включил в 1864 году в Общий Каталог как GC 2102. В 1888 году Дж. Дрейер дал ей номер NGC 3242 в Новом Общем Каталоге.
Туманность легко наблюдать в любительские телескопы, для большинства наблюдателей она выглядит голубовато-зеленой. В большие телескопы также можно видеть внешнее гало.